# Anioł

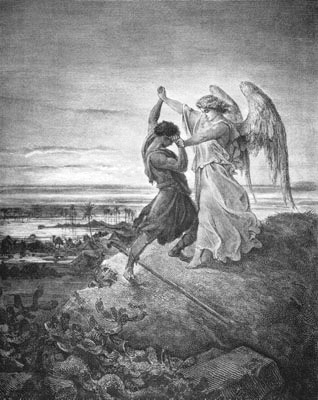
Gustave Doré, Walka Jakuba z Aniołem

Anioł – byt duchowy w wielu religiach, który służy i na różne sposoby wypełnia zamysły Boga.

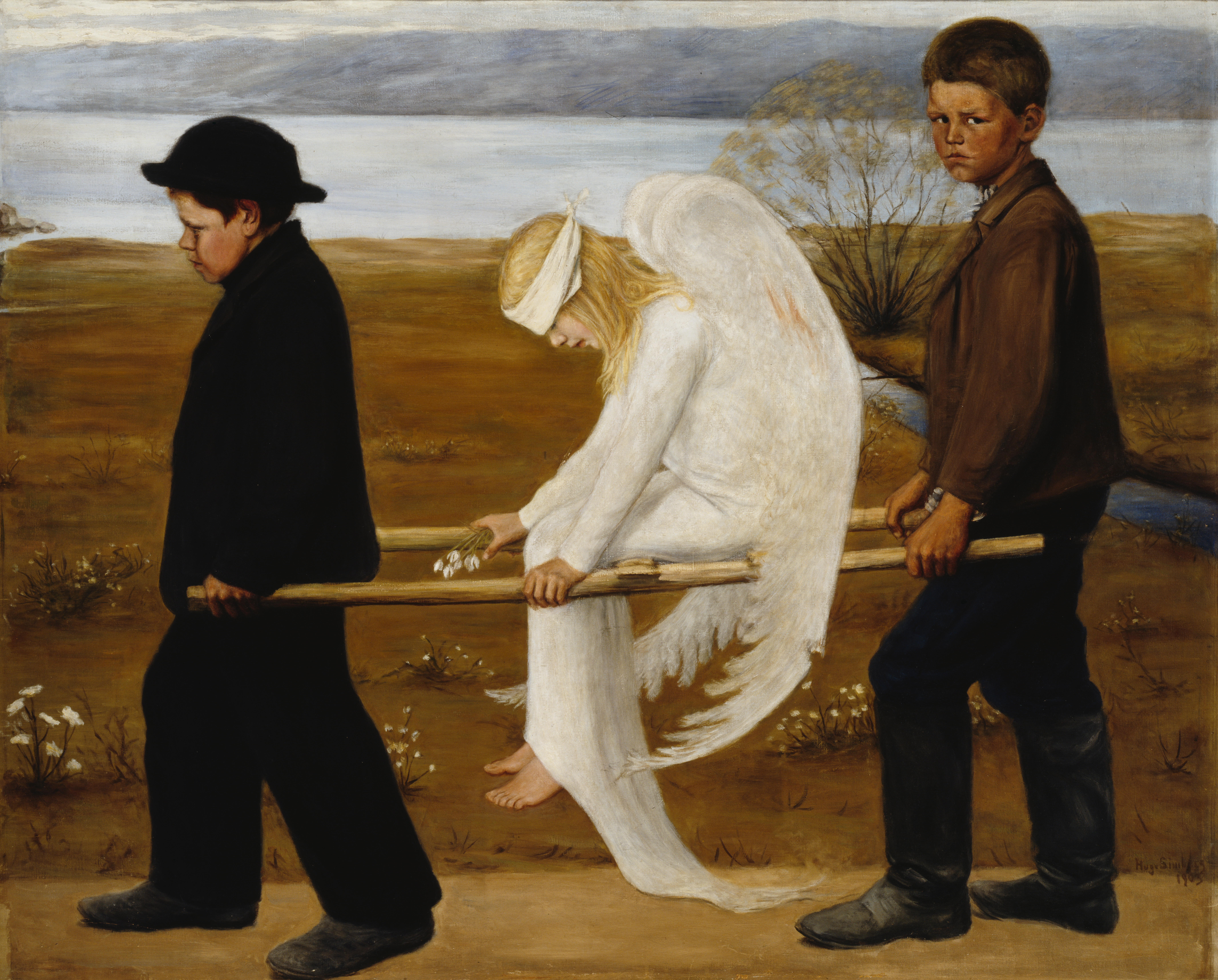
Hugo Simberg, Ranny anioł (1903)

## Powstanie nazwy

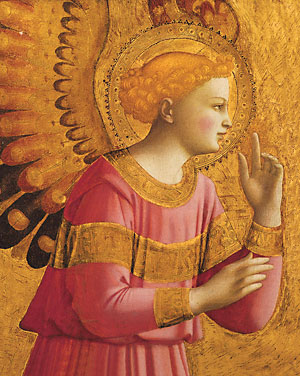
Fra Angelico, anioł (fragment Zwiastowania, XV w.)

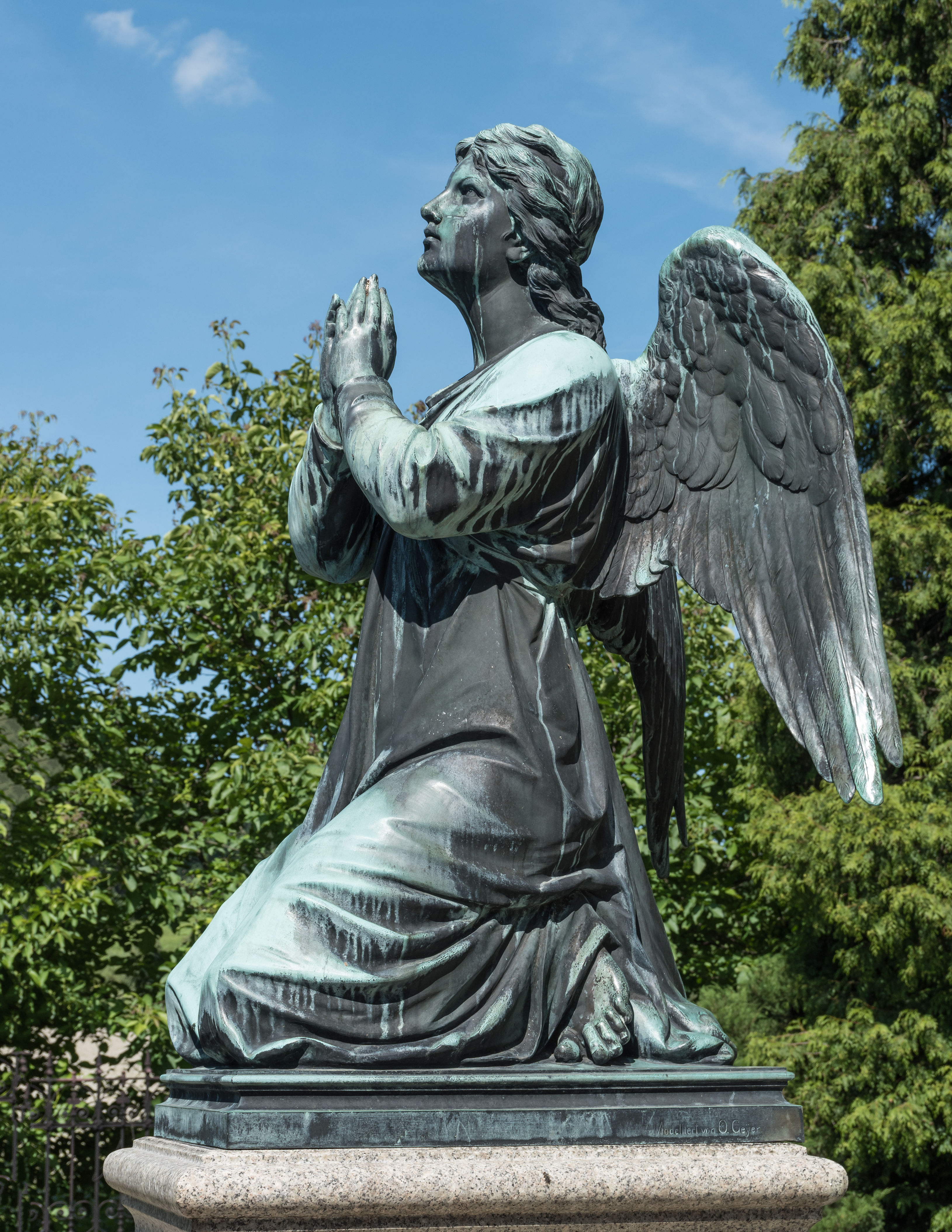
Anioł przed Mauzoleum von Magnisów w Ołdrzychowicach Kłodzkich

Wyraz anioł został zapożyczony przez polszczyznę z języka czeskiego, który zawdzięcza go misji Cyryla i Metodego. Pierwotnie pochodzi on od greckiego słowa ἄγγελος (ángelos, według wymowy bizantyjskiej ánhielos), oznaczającego oryginalnie „posłaniec”. W biblijnym Starym Testamencie analogiczne byty duchowe są nazywane w języku hebrajskim מלאך, mal’ach – co również znaczy „posłaniec”. Warto w tym miejscu zaznaczyć, że zarówno gr. angelos jak i hebr. mal’ach oznaczają posłańca w ogóle, bez przesądzania o jego ludzkiej bądź duchowej naturze (por. Malachiasz). Różnica na poziomie językowym pojawia się dopiero w łacińskim tłumaczeniu Biblii: gdy mal’ach bądź angelos ma oznaczać posła ludzkiego, tłumacz używa słowa nuntius lub legatus – gdy zaś ma oznaczać posłańca boskiego, pojawia się słowo angelus, będące oczywiście zlatynizowaną formą gr. angelos.

## W historii religii

### Starożytność
Pierwsze wyobrażenia aniołów istniały w starożytnym Egipcie i Babilonii. W religiach tych cywilizacji były całe zastępy duchów i istot, będących pośrednikami między bogami a człowiekiem. Często przedstawiano je jako uskrzydlone zwierzęta z ludzkimi twarzami. Starożytnym aniołom przypisywano pewien rodzaj cielesności, co znajduje potwierdzenie w apokryficznej Księdze Henocha. Anioły tam występujące płodziły dzieci, odczuwały głód i pragnienie. W czasach nowożytnych do tej koncepcji aniołów powrócił Emanuel Swedenborg.

### Chrześcijaństwo i judaizm
Aniołowie często występują w Starym Testamencie (np. Rdz 3, 24; księgi prorockie). Biblia nie mówi jednak wiele o naturze i rodzajach tych bytów. Więcej informacji na ten temat można znaleźć w pismach kabalistycznych oraz w apokryfach.

W pierwszych wiekach wśród Ojców Kościoła istniały pewne spory co do natury tych bytów. Np. Grzegorz z Nazjanzu, Jan z Damaszku czy Bazyli Wielki wyobrażali anioły jako istoty eteryczno-ogniste. Jeszcze na Soborze Nicejskim II w 787 przypisywano im subtelne ciała. Ostatecznie kwestię rozstrzygnięcia przypisuje się św. Augustynowi: 

Anioł oznacza funkcję, nie naturę. Pytasz jak się nazywa ta natura? – Duch. Pytasz o funkcję? – Anioł. Przez to czym jest, jest duchem, a przez to co wypełnia, jest aniołem.

#### Aniołowie w Biblii
W judaizmie kształtowanym przez pojęcia biblijne, świat anielski i świat materialny nie są dwoma różnymi światami, jak w hellenizmie. W myśl tego biblijnego ujęcia, świat stworzony przez jednego Boga, jest jednym światem. Aniołowie, którzy mają naturę świetlistą nie są czymś oddzielonym od świata naturalnego, są jedną rzeczywistością, którą poznaje się coraz głębiej. 
- Są istotami duchowymi nadrzędnymi względem ludzi – Ps 8, 6; Hbr 2, 7,
- Nie żenią się, ani za mąż nie wychodzą – Mk 12, 25,
- Jest ich ogromna liczba – Ps 68, 18; Mt 24, 31; Hbr 12, 22; Ap 5, 11,
- Nie należy oddawać im uwielbienia przysługującego jedynie Bogu – Kol 2, 18-19[4]; Ap 19, 10; 22, 8-9;
- Służą ludziom – Hbr 1, 14; i ich ochraniają – Ps 34, 8,
- Służyli Jezusowi – Mt 4, 11; Mk 1, 13; Łk 22, 43,
- Część z nich upadła – Jud 6; 2P 2, 4; i służy szatanowi – Ap 12, 9; Mt 25, 41.

#### W liturgii synagogalnej
W rozdziale szóstym Księgi Izajasza Bóg ukazany jest jako ktoś pełen światła, i duchowego i fizycznego, które promieniuje na wyższych aniołów, zwanych serafinami. Jak określił to w swym studium o żydowskich błogosławieństwach Louis Bouyer, Serafini są, jak wskazuje także ich nazwa, „utkani z tajemniczego ognia, który jest jakby pierwszym refleksem żaru Bożego życia”. Symbolem tego żaru anielskiego w kulcie Świątynnym w Jerozolimie były znajdujące się w świętym świętych płomienie świec i ogień ołtarza. Przypominały one o rozpłomienieniu i przemienieniu wszystkiego przez zstępowanie w świetlistym obłoku Bożej obecności, Bożej Szechina. Śpiew Serafinów z wizji zawartej w 6 rozdziale Księgi Izajasza wyrażających Bożą chwałę, jest „refleksem chwały Bożej powracającej do swego źródła”. W liturgii synagogalnej ten inspirowany śpiewem serafinów śpiew chwały Bożej nosi nazwę Kedusza. Według komentarzy rabinackich, tekst tej modlitwy przedstawia to, co zanoszą przed Bożym tronem sami aniołowie. Jest niebiańskim odpowiednikiem wielbiącej postawy całego stworzenia, z uwielbieniem i miłością przyjmującego jarzmo Tory na ziemi. Oprócz serafinów z wizji Izajasza, liturgia synagogalna czyni odniesienia do wizji duchów z początku Księgi Ezechiela. Są to hymny Istot żyjących (hebr. Hayot) i Kół (herb. Ofanim). Ich śpiew jest odpowiednikiem hymnów śpiewanych przy ustawianiu Arki w przybytku (por. Lb 10,36).

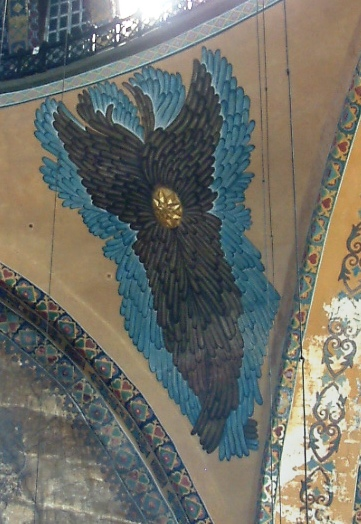
Przedstawienie Serafa w prawosławnej Cerkwi Mądrości Bożej (Hagia Sofia), która do zdobycia miasta przez islamskie Imperium Osmańskie w 1453 r. służyła jako katedra Patriarchatu konstantynopolitańskiego w stolicy Bizancjum Konstantynopolu (dziś Stambuł)

#### W modlitwach eucharystycznych
Aniołowie są wymieniani często w chrześcijańskich modlitwach eucharystycznych. W kanonie rzymskim w modlitwie Supplices te rogamus oraz w starym rycie aleksandryjskim, w modlitwie przed Sanctus Liturgii św. Marka umieszczono modlitwę o pośrednictwo Anioła w złożeniu ofiary eucharystycznej:

Pokornie Cię błagamy, wszechmogący Boże, niech Twój święty Anioł zaniesie tę Ofiarę na ołtarz w niebie przed oblicze boskiego majestatu Twego, abyśmy przyjmując z tego ołtarza Najświętsze Ciało i Krew Twojego Syna,
otrzymali obfite błogosławieństwo i łaskę.

Modlitwa ta następuje po słowach ustanowienia (konsekracji), anamnezie oraz wspomnieniu ofiar Abla i Abrahama. Korzenie tej modlitwy sięgają liturgii synagogalnej judaizmu. W myśl teologii judeo-chrześcijańskiej ofiara Kościoła jest przyjęta przez Boga pod warunkiem łączności z kultem anielskim. Ziemska liturgia, cześć jaką Bóg odbiera, łączy jej uczestników z niebiańskim kultem anielskich potęg. Według starotestamentalnej tradycji kapłańskiej, jak ją zachował Pięcioksiąg, kult ustanowiony przez Mojżesza z jego ołtarzem i ofiarami był jedynie odbiciem kultu niebiańskiego. Lud Izraela włączał się w ten sposób w liturgię anielską (por. Księga Wyjścia 25,9-40, por. Księga Tobiasza 12,12 i 15). Potęgi zostały ukazane w wizjach zapisanych w Księdze Izajasza 6 oraz w pierwszym rozdziale Księgi Ezechiela. Miały one zastosowanie w synagogalnej modlitwie Kedusza i błogosławieństwach, jakie jej towarzyszą w kulcie żydowskim. Stąd przeszły do liturgii starochrześcijańskiej. W tamtym okresie nie czyniono wyraźnego rozróżnienia, jak w późniejszych etapach rozwoju teologii, między obecnością aniołów a obecnością samego Boga. Anioł jest stworzoną manifestacją Boga, jego funkcja polega na ochronie transcendencji Boga. Obecność aniołów na ziemi jest więc znakiem obecności Boga samego, jego Szechina. W symbolice Świątyni Starego Testamentu ukazana była na skrzydłach cherubów, prowadzona przez „koła” ognia (Ofanim), i wielbiona przez lot i śpiew serafów. Tę funkcję aniołów Ewangelie zastosowały do opisu narodzenia Syna Bożego. W noc betlejemską zstąpiły na ziemię całe zastępy wojska anielskiego (Łk 2,8nn). Także w ewangelicznych opisach paschalnych, w grobie, w miejscu spoczynku ciała Jezusa Chrystusa pojawiają się dwaj aniołowie – przy głowie i przy nogach. Najwyraźniej – według Louisa Bouyera – nawiązując do cherubinów, rozpościerających swe skrzydła w Świątyni jerozolimskiej z obu stron przebłagalni (por. Ewangelia Jana 20,12, por. Ewangelia Łukasza 24,4). Po zmartwychwstaniu, gdy w Dziejach Apostolskich opisane jest wstąpienie Jezusa do nieba, ukazany jest w towarzystwie aniołów (Dz 1,10nn). Nawiązanie w modlitwie eucharystycznej Kanonu do posługi anielskiej ma więc za sobą całą teologię. Zaniesienie przez Anioła – lub aniołów w innych wersjach modlitw – do nieba ofiary „tak błogosławionej męki” (łac. tam beatae passionis) i przyjęcie w zamian uświęcającego działania Ducha Świętego, którym jest „wszelkie błogosławieństwo i łaska” – było w zamyśle tych, którzy układali tę modlitwę jednoznaczne z uobecnieniem tajemnicy wstąpienia Chrystusa do nieba i następnie zstąpienia Ducha Świętego na celebrującą tę Eucharystię wspólnotę kościoła. Gdy w Dniu Pięćdziesiątnicy został zesłany Kościołowi jako Paraklet, Duch Święty był w pojęciu starożytnych „aniołem Pana” par excellenence (por. Księga Malachiasza 1,11). Nierozdzielnie z nim związane są wszystkie duchy, „które są przed tronem Boga” (Ap 1,4n; 4,5) i które przedstawiają Bogu modlitwy i ofiary Kościoła, umacniając wiernych.

#### W liturgii prawosławnej
Biblijną wizją jedności światła anielskiego i materialnego, mającą swe korzenie w judaizmie, inspiruje się duchowość liturgiczna wschodniego chrześcijaństwa.

### Islam
Aniołowie pełnią również ważną rolę w islamie. Wiara w nich stanowi element dogmatyki tej religii. W islamie twierdzi się, że aniołowie zostali stworzeni przez Boga ze światła, przebywają w niebie i głównym ich zadaniem jest służba dla swego stwórcy. Pełnią także funkcję posłańców, chronią ludzi oraz spisują wszystkie ich uczynki. Koran został podyktowany Mahometowi przez anioła Dżibrila. W teologii islamu wymienia się przede wszystkim Dżibrila, Malika (strażnika ogni piekielnych), Izra’ila (anioła śmierci), Nakira i Munkara, Haruta i Maruta, Mika’ila i Azrafaela. Jedyny anioł, który odmówił Bogu posłuszeństwa to Iblis, zwany też szatanem. (Według niektórych nie jest aniołem, a dżinnem).

## Chóry anielskie
Według katolickiej tradycji liczba chórów anielskich (porządków niebiańskich) waha się od 7 do 11. Zostały one uporządkowane w trzech triadach (podział św. Ambrożego).
|                                                     | Surowość                                                | Równowaga                                                 | Tolerancja                                                       |
| Kontemplacji najbliżej Boga.                        | Chór III Trony Wyróżniają się posłuszeństwem            | Chór I Serafini Górują miłością nad innymi chórami        | Chór II Cherubini Pełne wiedzy Bożej                             |
|                                                     |                                                         |                                                           |                                                                  |
| Kosmosu posiadające władze nad ciałami niebieskimi. | Chór VI Potęgi (Władze) Powstrzymujące wysiłki demonów  | Chór V Moce (Cnoty) Przypisuje się im moc czynienia cudów | Chór IV Panowania Regulujące anielskie obowiązki                 |
|                                                     |                                                         |                                                           |                                                                  |
| Świata opiekujące się światem oraz ludźmi.          | Chór VIII Archaniołowie Spełniają najważniejsze zadania | Chór IX Aniołowie Opiekunowie ludzi                       | Chór VII Zwierzchności (Księstwa) Kierujące państwami i narodami |
|                                                     |                                                         |                                                           |                                                                  |
|                                                     |                                                         |                                                           |                                                                  |

Choć Biblia podaje nazwy niektórych zastępów, jak Serafini czy Cherubini, to nie wskazuje, że określenia te dotyczą różnych, oddzielnych grup aniołów, np. archaniołem jest w Biblii nazwany siódmy z aniołów trąbiących w wizjach przedstawionych w Objawieniu Jana, a bliżej tronu Boga niż siedmiu aniołów spełniających funkcje Serafinów, do których się zalicza, znajdują się jedynie cztery istoty żyjące (zwierzęta) będące na samym tronie, które można nazwać Cherubinami, gdyż wiele wersetów Pisma Świętego mówi o tym, że Bóg zasiada właśnie na nich. Według apokryficznej Księgi Henocha trzech aniołów z grona czterech zwierząt i z grona siedmiu świeczników posiada te same imiona, może być więc tak, że te same osoby pełnią kilka funkcji.

### Upadłe anioły
Tradycja chrześcijańska głosi, iż boski nakaz wywołał sprzeciw u  Szatana, który popadając w pychę twierdził, że nie będzie służył ludziom, gdyż są istotami niższymi od aniołów – doprowadził do buntu 1/3 aniołów, o czym informuje Biblia.

## Funkcje aniołów

### Pośredniczenie w stwarzaniu świata
Według teologii Augustyna z Hippony, będącej interpretacją biblijnego opisu stworzenia świata (Heksaemeron), aniołowie zostali stworzeni pierwszego dnia. Bóg stworzył niebo i ziemię oraz światłość (por. Rdz 1,1-3). Niebo i światłość to symbole świata duchowego, rozumnego. Powołanie do istnienia światłości było faktycznie powołaniem do istnienia stworzeń duchowych. Ciemności zaś są symbolem nieuformowanej rzeczywistości, „ziemi, która była bezładem” (Rdz 1,2). Aniołowie jako duchowe istoty rozumne nie tylko posiadają światło duchowe, ale są światłem (por. Komentarz słowny do Księgi Rodzaju V,13.30 ). Inaczej ludzie, którzy światło duchowe przyjmują od światła stwarzającego, od Słowa. Aniołowie nie mają w sobie różnicy między formą a tym co ma być uformowane, są stworzeni jako doskonali w swym bycie, ich oświecenie, iluminacja jest tożsama z ich stworzeniem. W Państwie Bożym Augustyn pisał:

Jeżeli tak się rzeczy mają, to duchy owe, które zwiemy aniołami, w żaden sposób nie mogły na początku istnieć przez czas pewien jako duchy ciemności, lecz w chwili swojego stworzenia od razu stały się światłością (XI,11, por. XII,9)

Będąc światłem zwracają się ku Stwórcy w tym samym momencie, w którym są stworzeni (Komentarz słowny do Księgi Rodzaju I,9,17). Funkcja aniołów w dalszym ciągu dzieła stwórczego Boga, współpracy z Słowem Boga, wynika z ich natury, z tego że są światłem duchowym. Nadają oni formę ciałom, są oświeceniem tego co ciemne (por. Niedokończony komentarz słowny do Księgi Rodzaju 8,30). Ta funkcja jest możliwa dzięki temu, że mają oni jednoczesne, równoległe poznanie rzeczy – to, jakimi są w Bogu jako idee wieczne i jakimi są w sobie samych (por. Komentarz słowny do Księgi Rodzaju IV,29.46). Te dwa poznania, według Augustyna, oznaczane są przez „wieczór i poranek” każdego dnia stworzenia. Poznanie stworzeń przez stworzenia (creaturam per creaturam) jest niejasne jakby w zwierciadle (por. 1 Kor 13,12; por. Wyznania XII, 13.16) – jest więc oznaczane przez wieczór. Poznanie rzeczy przez Stwórcę (łac. creaturam per Creatorem) jest jednoczesne i w całości, jest jasnym widzeniem natury rzeczy w Bogu, stąd oznaczane jest przez poranek (por. Komentarz słowny do Księgi Rodzaju IV,30.47, por. IV,23.40-24.41; Państwo Boże XI,29; Wyznania XII, 9.9 oraz 15.20). Aniołowie są wzorem dla stworzeń doczesnych, między nimi a stworzeniem materialnym jest bowiem różnica ontologiczna. Świadomość tej różnicy stała się dotkliwa po grzechu pierworodnym (Przeciwko manichejczykom komentarz do Księgi Rodzaju II,9.12). Aniołowie w swym doskonałym bycie ukazują spełnienie się wieków, wieczne odpocznienie, poznanie bezpośrednie Boga – wszystko to jako potencjalnie możliwe, jako rzeczywistość eschatologiczna.

### inne
W chrześcijaństwie aniołowie pełnią dwie główne funkcje:
- gloryfikującą – wysławiają chwałę i wspaniałość Boga,
- pośredniczącą – są posłańcami Boga, opiekunami powierzonych im osób, zanoszą ludzkie modlitwy przed oblicze Boga, oznajmiają ludziom jego wolę, pomagają podjąć właściwą decyzję.

W Księdze Rodzaju cheruby strzegą wejścia do ogrodu Eden, a w Apokalipsie św. Jana aniołowie wymierzają kary spadające na ludzkość.

## Miłość anielska w angelologii chrześcijańskiej
Nauką zajmującą się pochodzeniem, imionami i zadaniami aniołów jest angelologia. Zdaniem Siergieja Bułgakowa jednym z najoczywistszych wniosków angelologii chrześcijańskiej na temat natury i życia aniołów jest wskazanie na wzajemną jedność i miłość łączącą anielski sobór.
Jezus Chrystus w rozmowie z saduceuszami stwierdził, iż „przy zmartwychwstaniu ani się żenić będą, ani za mąż wychodzić, ale będą jak aniołowie Boży w niebie” [Mt 22, 30], tym samym obiecując człowiekowi zmartwychwstałemu uczestnictwo w doskonałej miłości oczyszczonej z niewoli płciowości, która obca jest światu anielskiemu. Obiecane zostało również zjednoczenie wszystkich ludzi w Ciele Chrystusa, a więc doskonała jedność na wzór soboru anielskiego. Aniołowie nie są istotami płciowymi; jako byty kompletne, wolne są od potrzeby dopełniania się poprzez „bycie jednym ciałem”, dlatego ich wzajemna miłość jest w pełni wyzwolona, ofiarna, dobrowolna i bezinteresowna, zarówno osobowa i indywidualna dla każdego, jak i wszechogarniająca całą anielską wspólnotę.
Choć w świecie anielskim, a zatem i w życiu człowieka zmartwychwstałego, nie istnieją rodzinne więzi z racji pełnej jedności wszystkich, to „aniołowie powiązani są ze sobą więzami osobistej miłości”, osadzonej w Miłości Bożej. Na tę eschatologiczną prawdę człowieka w zmartwychwstaniu wskazywał Chrystus w słowach: „Kto jest matką moją i którzy są braćmi moimi? I wyciągnąwszy rękę ku uczniom swoim rzekł: Oto matka moja i bracia moi” [Mt 12, 48-49].

## Anioły w sztuce

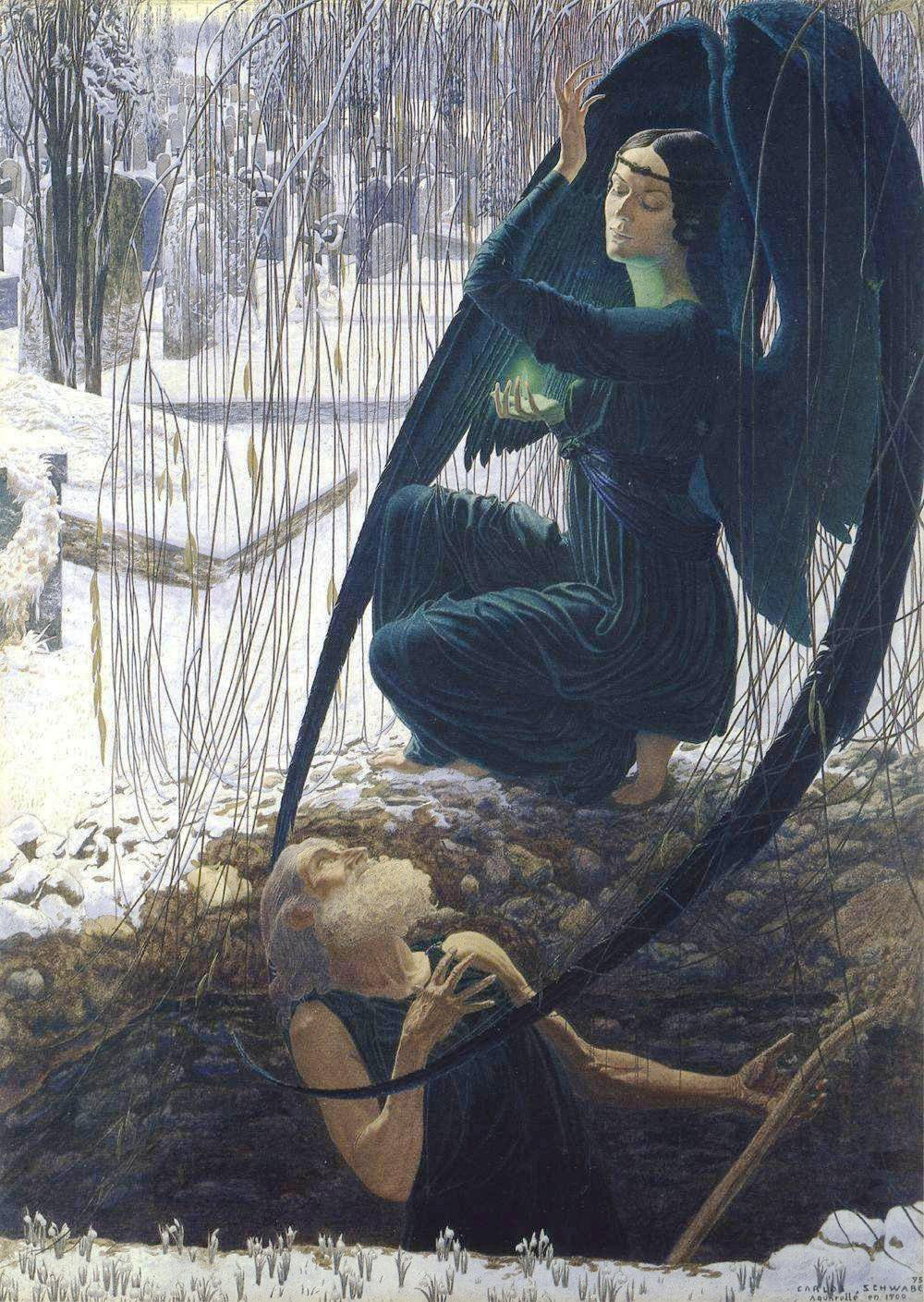
Anioł śmierci, detal z obrazu Śmierć i grabarz Carlosa Schwabego

Wizja anioła w Młodej Polsce: Aniele pójdę za Tobą. obraz Jacka Malczewskiego, olej na desce, z 1901 roku. Obraz ten nawiązuje bezpośrednio do fragmentu utworu Teofila Lenartowicza Za aniołem.
Wstąpienie do Raju Hieronima Boscha – przedstawia wniebowzięcie zbawionych do raju. Światło na końcu tunelu to światło niebios, symbolizujące życie po śmierci, u ich progu wniebowzięci unoszą ramiona w podziwie nad pięknem nieba (gdzie jest on ukryty, co pozwala na poruszenie wyobraźni). W tunelu anioł popycha ocaloną duszę w stronę jasności.
Zwiastowanie Fra Angelico – na pierwszym planie występuje Gabriel zwiastujący dziewicy Maryi, że urodzi syna Bożego. A na drugim planie wygnanie Adama i Ewy z raju. Przedstawienie w taki sposób opiera się na katolickiej nauce o tym, że Maria była „drugą Ewą”, przez którą ludzkość będzie oczyszczona z „grzechu Ewy”.

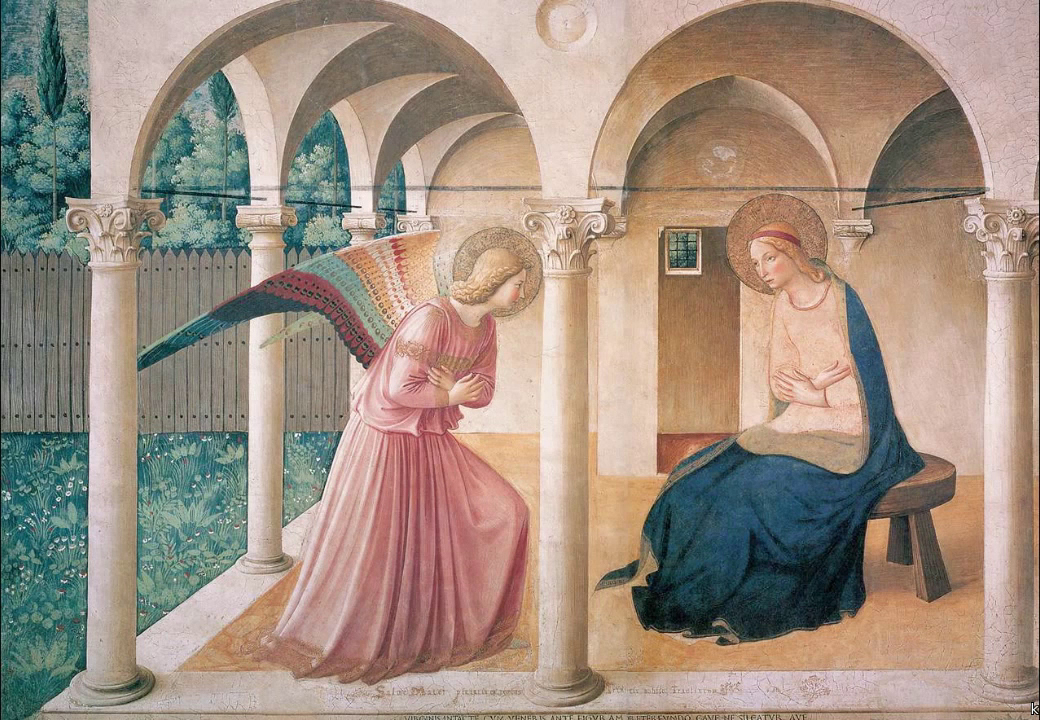
Zwiastowanie, fresk Fra Angelico w dominikańskim klasztorze św. Marka we Florencji

Zwiastowanie to częsty motyw malarski w twórczości Fra Angelico. Anioł i Maria najczęściej ukazani są na krużganku, przywodzącym na myśl świątynię raczej niż dom, otoczonym arkadami o cechach renesansowych, wypełniającym niemal całą kompozycję. Po lewej stronie artysta zostawia sobie zazwyczaj miejsce na ukazanie w tle ogrodu, gdzie każdy kwiat i listek oddane są z dokładnością. Maria siedzi ze skromnie pochyloną głową, pobożnie krzyżując ręce na piersi. Anioł na jego obrazach wygląda, jakby dopiero co zstąpił z niebios i jeszcze nie zdążył złożyć barwnych skrzydeł. Pochyla się ku dziewicy jakby zamierzał przyklęknąć. Fra Angelico dzieli scenę na dwie części: rozdziela przestrzeń archanioła Gabriela od przestrzeni przeznaczonej dla Najświętszej Marii Panny za pomocą jednej z kolumn dziedzińca, znajdujących się na pierwszym planie. Pozostaje tu wierny tradycji, w której podobne rozdzielenie postaci Zwiastowania było powszechne. Kolorystyka jest dobrana z wyczuciem: delikatna, stonowana, pełna harmonii, oddająca nastrój wydarzenia. W tle, w rajskim ogrodzie ukazane jest wygnanie z Edenu pierwszych ludzi, np. w Zwiastowaniu znajdującym się w Muzeum Prado. Żywa soczysta zieleń roślinności kontrastuje ze sceną główną, utrzymaną w jasnych barwach różu, błękitu, złota i bieli. Sklepienie nad Marią i aniołem przypomina niebo usiane gwiazdami. Stroje postaci, aureole i złote skrzydła Gabriela są namalowane z ogromną precyzją i dbałością o szczegóły. Na różowej sukni anioła widać liczne plisy i złote hafty, a na jego skrzydłach można liczyć błyszczące piórka, zaś okrągłe aureole przypominają wytłoczone w bogate ornamenty złote tarcze. W obrazie tym obecność Boga została zaznaczona w sposób wyraźny i nie pozostawiający wątpliwości. Boska ręka z nieba kieruje między swego posłańca i Panienkę złocisty snop światła a w nim maleńkiego gołębia – symbol Ducha Świętego. Oprócz tego, wizerunek Boga pojawia się jako płaskorzeźba na zewnętrznej ścianie dziedzińca, ponad sceną zwiastowania, tuż nad kolumną rozdzielającą postaci. Wygląda to tak, jakby przyglądał się objawieniu i sprawował nad nim pieczę. Cała scena tchnie ciszą, skupieniem, świętością. Twarze i dłonie archanioła i Marii wyrażają uroczyste natchnienie, mają w sobie coś nieziemskiego, a ich oczy spotykają się w milczącym porozumieniu.

## Aniołowie w herbach
Niektóre państwa i miejscowości wykorzystują wizerunki aniołów.

Aniołowie w herbach państw i miejscowości
Herb województwa kijowskiego
Aniołowie w herbie Mińska
Herb powstańczy z czasów powstania styczniowego
Herb Białej Podlaskiej
Herb Barczewa
Św. Michał Archanioł w Herbie Kijowa